# Polimerització

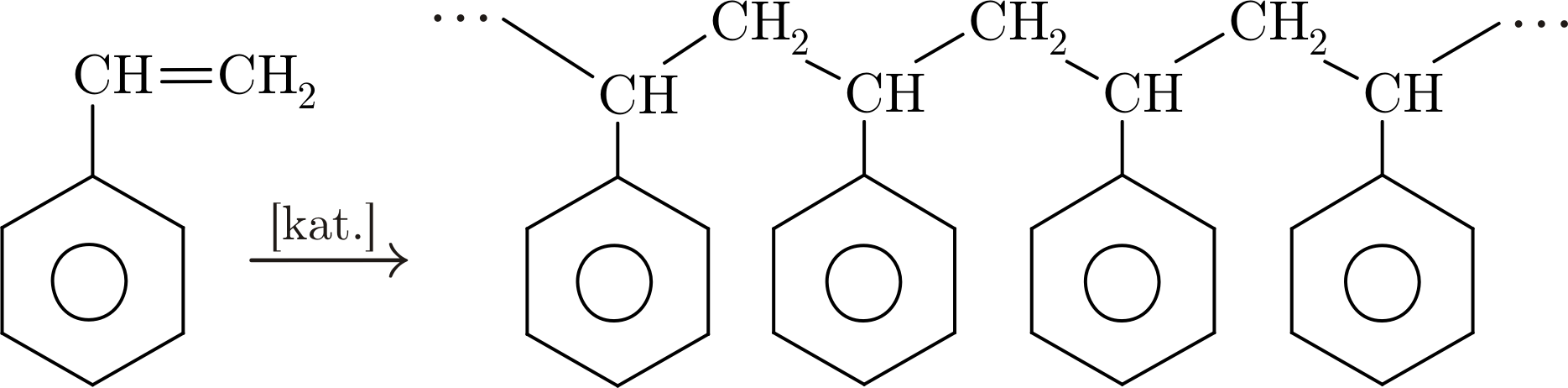
Polimerització del poliestirè

La polimerització és el procés industrial pel qual s'obté un polímer a partir de la repetició d'un component base (monòmer). En els polímers sintètics, el producte base acostuma a ser un component lleuger (olefines) que experimenta una repetició de n vegades.
Els polímers són productes d'alta massa molecular, propietat que els concedeix la característica de ser materials plàstics.

## Història
L'objectiu primer de la polimerització era la imitació dels polímers vegetals tals com la fusta i reduir, així, la tala d'arbres en les èpoques immediatament posteriors a la revolució industrial. Actualment, davant la insostenibilitat dels polímers sintètics, es torna a buscar els polímers vegetals, tals com la canya.
S'han aconseguit múltiples utilitats i variants de polímers tot ampliant la capacitat de mercat.

## Variants
Les variants més conegudes de polímer sintètic són:
- polietilè (PE)
  - polietilè d'alta densitat (HDPE)
  - polietilè de baixa densitat (LDPE)
  - polietilè lineal de baixa densitat (LLDPE)
  - polietilè teraftalat (PET)
- polipropilè (PP)
- polibutadiè (PBD)
- poliuretà
- clorur de polivinil (PVC)
- polièster
- poliestirè (PS)
- poliestirè expandible (poliexpan)
- polietilenglicol (PEG)
- polipropilenglicol (PPG)
- poliamida (PA)

I els polímers naturals més coneguts són:
- Proteïnes
- Fusta
- Cautxú

### Tipus de cadena
Les cadenes polimèriques poden ser de tres tipus:
- Lineal: els monòmers s'organitzen un darrere l'altre linealment
- Embrancat (Branched): el polímer creix en forma d'arbre, amb branques i branquillons
- Entrecreuat (Cross-Linked): els polímers s'entrecreuen entre ells formant reixes polimèriques

### Copolímers
Els polímers formats per diversos monòmers són anomenats copolímers.
Si un polímer està format per dos monòmers (A i B), el component final podrà prendre les configuracions a continuació:
- Bloc (Block): -AAAAAABBBBBB-
- Alternat (Alternating): -ABABABABABAB-
- Aleatori (Random): -AABAAABBBABA-

## Tipus de reaccions
Es pot dividir la polimerització en dos tipus de polimerització:
- Polimerització escalada (Step Polymerisation): reaccions de condensació. Requereixen monòmers polifuncionals.
- Polimerització per cadena (Chain Polymerisation): reaccions d'addició. Requereixen iniciador.[2]

### Polimerització escalada
L'esquema típic de la polimerització escalada és:
{\displaystyle 2M=P_{1}+A}
{\displaystyle M+P_{1}=P_{2}+A}
{\displaystyle ...}
{\displaystyle M+P_{n}=P_{n+1}+A}

### Polimerització per cadena
L'esquema típic de la polimerització per cadena és:
{\displaystyle I+M=R_{1}}
{\displaystyle M+R_{1}=R_{2}}
{\displaystyle ...}

### Polimerització escalada de radical lliure
L'esquema típic de la polimerització per cadena és:
- Iniciació:

{\displaystyle I_{2}=2I}
{\displaystyle I+M=R_{1}}
- Propagació:

{\displaystyle R_{n}+M=R_{n+1}}
- Transferència de cadena:

{\displaystyle R_{n}+M=P_{n}+R_{1}}
- Terminació:

{\displaystyle R_{n}+R_{m}=R_{m+n}}